# Eun-ju-ui bang
Eun-ju-ui bang (은주의 방?, lett. "La stanza di Eun-ju"; titolo internazionale Dear My Room) è una serie televisiva sudcoreana trasmessa su Olive dal 6 novembre 2018 al 22 gennaio 2019, basata sull'omonimo webtoon di Norangumi pubblicato su Naver tra il 2013 e il 2014. La serie ha attirato l'attenzione degli spettatori tra i 20 e i 30 anni, e conclude ciascun episodio con dei consigli di arredamento d'interni.

## Trama
Dopo essersi licenziata, la giovane Shim Eun-joo lotta per sbarcare il lunario. Quando un giorno il suo amico d'infanzia Min-seok apporta alcune modifiche al suo monolocale, Eun-joo si interessa al fai-da-te e inizia a re-inventare la sua casa e se stessa, dando consigli di interior design su Instagram.

## Personaggi
- Shim Eun-joo, interpretata da Ryu Hye-young e Cho Seo-yeon (da bambina)
- Seo Min-seok, interpretato da Kim Jae-young e Im Jae-ha (da bambino)
- Ryu Hye-jin, interpretata da Park Ji-hyun
- Yang Jae-hyun, interpretato da Yoon Ji-on
- Jung So-yeon, interpretata da Kim Soon-young
- Shim Kwang-kyu, interpretato da Park Jin-woo
- Shim Eun-jung, interpretata da Kim Jung-hwa
- Shim Seung-joon, interpretato da Yoo Tae-woong
- Park Yoo-jin, interpretata da Kim Bo-mi
- Sung Jin-woo, interpretato da Yoo Gun-woo
- Hong Mi-sook, interpretata da Min Chae-yeon
- Padrona di casa di Eun-joo, interpretata da Kim Mi-hwa
- Jason Kim, interpretato da Kim Bo-rang

## Colonna sonora
1. I Like You (네가 좋아) – April
2. At Home – Roo, Shi Woo
3. Hello, Tomorrow – Lily
4. Lonely Room – Red Hair Ann
5. At Home (Special Ver.) – Ryu Hye-young, Kim Jae-young
6. Sometimes – Soya